# 吉隆坡国际书展
吉隆坡国际书展（KLIBF）是1981年以来在马来西亚举办的年度书展。此书展曾在不同地点举办，而较为稳定的举办地点是吉隆坡世界贸易中心。该书展是由马来西亚教育部通过马来西亚国家书刊理事会在当地大量本地出版社的支持下正式创办。

## 历史
为了响应联合国教科文组织于1972年定为国际图书年的号召，当地雨后春笋般创办的出版社各自纷纷举办书展以推广全民阅读。直到1975年，小型书展都是由分散于全马的出版社单独举办。
1976年，马来西亚图书出版商协会建议马来西亚所有图书出版商举办一次集中书展以提高营销最优化。当时，被称为“国家图书展”的活动在吉隆坡华人大会堂（KLCAH）举行。 
1982年此书展更名为“马来西亚图书节”，并在马来亚大学东姑坎瑟勒礼堂正式举办。此后，活动地点于1988年更改至吉隆坡的Changkat Pavilion。
自1991年以来，此书展搬迁其举办地点至吉隆坡世界贸易中心，并因国际出版商陆陆续续开始在此书展摆书摊与举办活动，此书展更名为“吉隆坡国际书展”。然而2016年该活动暂时更改举办地点为马来西亚沙登农业博览园(MAEPS) ， 但由于交通不便且缺乏公共设施，此举遭到了多方的批评。
KLIBF 的参观人数在 2014 年达到顶峰值即 240 万人，并在近几年以来每年至少约 100 万人参观该活动。 

### 2020年代
由于新冠病毒的全球性流行感染， KLIBF 未于2020年和 2021年举行。2022年，至少有136万游客参加了该活动，超过了此前预计的70万游客。
第40届书展于2023年5月26日至6月3日举行，并在马来西亚首相安瓦尔的见证下正式启动。据媒体报道， 抖音发挥了向年轻一代人群推广该活动的至关作用。牛津大学出版社、爱思唯尔、约翰威利等多家国际出版公司也参加了此届活动。